# 龙门镇 (定安县)
龙门镇，是中华人民共和国海南省定安县下辖的一个乡镇级行政单位。

## 行政区划
龙门镇下辖以下地区：
英湖村、龙门村、先锋村、红丰村、里沙塘村、石坡村、龙拔塘村、久温塘村、大效村、双塘村、大山村、红花岭村和定安县红卫农场。